# Scopula parvimacula
Scopula parvimacula là một loài bướm đêm trong họ Geometridae.